# Atelopus drsnoboký
Atelopus drsnoboký (Atelopus bomolochos) je druh žáby z čeledi ropuchovitých, endemický v oblasti jižního Ekvádoru. Je znám z Východní Kordillery, provincií Azuay, Cañar a Loja.

## Popis
Samci dosahují velikosti 38,4 až 40,8 mm. Samice jsou větší a dosahují velikosti 43,9 až 51 mm. Hřbet mají žlutý, žlutohnědý nebo nažloutle zelený, obvykle s černými skvrnami na zádech. Břicho je žluté nebo oranžové.

## Rozšíření
Jejich přirozenými stanovišti jsou vlhké horské lesy, sub-páramo a páramo. Obývá nadmořské výšky v rozmezí od 2500 do 2800 m n. m. Rozmnožuje s v místních potocích.

## Ochrana
Tento dříve hojný durh téměř vymizel ze svého přirozeného habitatu. Pokles je přičítán chytridiomykóze a ztrátě přirozeného prostředí. Jeden jedinec byl spatřen v roce 2002 v Národním parku Sangay a poté existovalo podezření, že tento druh z přírody zcela vymizel. V roce 2015 byla objevena jeho malá populace poblíž města Cuenca.
V zajetí je populace tohoto druhu udržována v ZOO Amaru ve městě Cuenca.